# Барандуз
Барандуз (Баран Дуз) (перс. باراندوز) — село в Ірані, входить до складу дехестану Барандуз у Центральному бахші шахрестану Урмія провінції Західний Азербайджан.